# タヒバリ

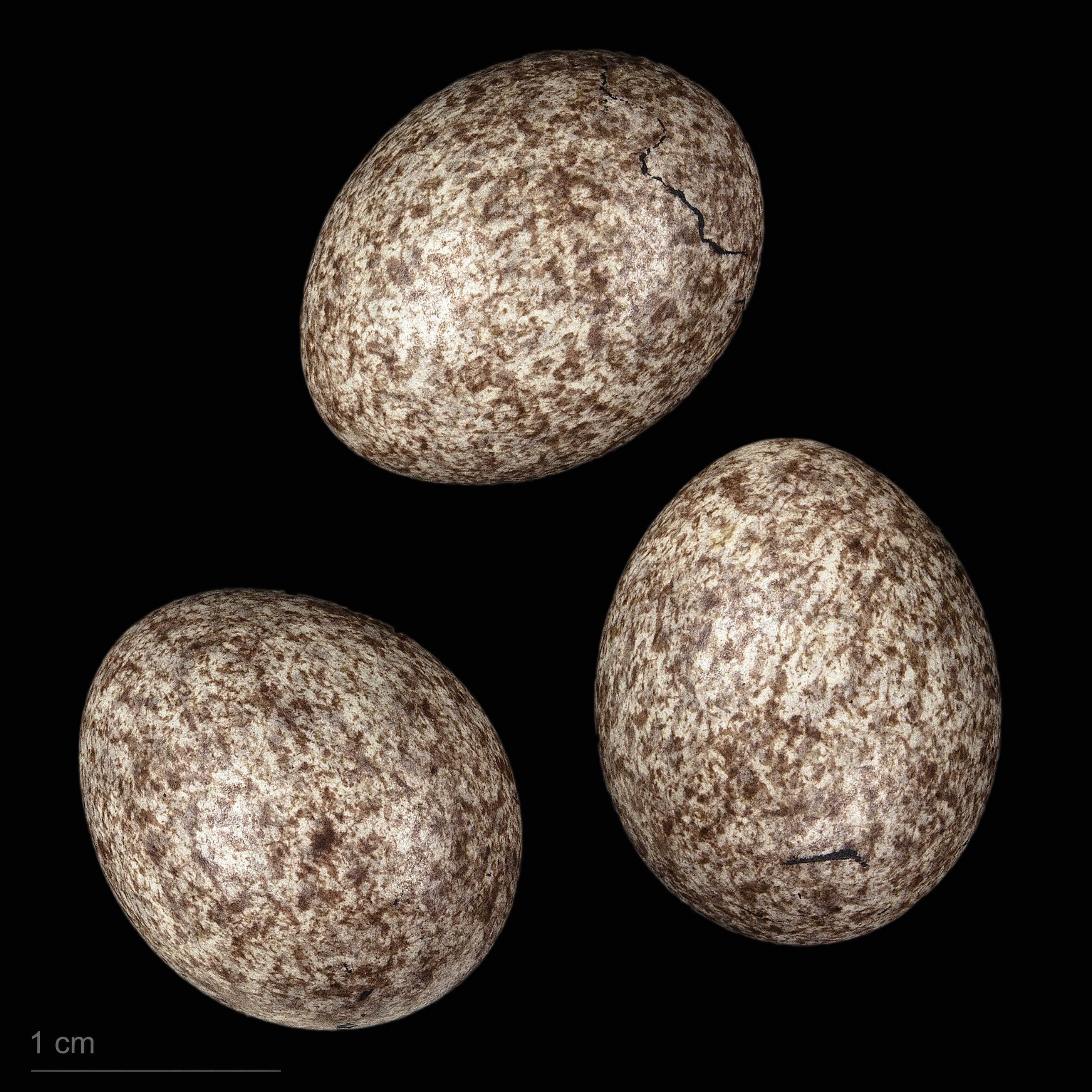
Anthus spinoletta spinoletta

タヒバリ（田雲雀、田鷚、学名:Anthus spinoletta）は、スズメ目セキレイ科に分類される鳥類の一種である。

## 分布
ユーラシア大陸東部の亜寒帯地方やサハリン、千島列島、アラスカ、北アメリカのツンドラ地帯等で繁殖し、冬季は北アメリカ南部、朝鮮半島、日本に渡り越冬する。
日本では冬鳥として本州以南に普通に渡来する。北海道では春秋の渡りの時期に通過する旅鳥である。

## 形態
体長約16cm。冬羽は頭部から背中までの上面が灰褐色で、翼と尾は黒褐色。喉から体下面は黄白色。眉斑とアイリングは淡色。夏羽は、眉斑と体の下面が橙色がかってくる。また、体の上面は灰色が強くなる。

## 生態
越冬地では、農耕地、川原、海岸などの開けた土地に群れで生活する。他のセキレイ類同様、尾を上下によく振る。
主に地上で、草の実や昆虫類を採食する。
繁殖地での産卵期は6-7月で、卵数は4-5個、抱卵日数は約14日である。